# João Falcão de Sousa

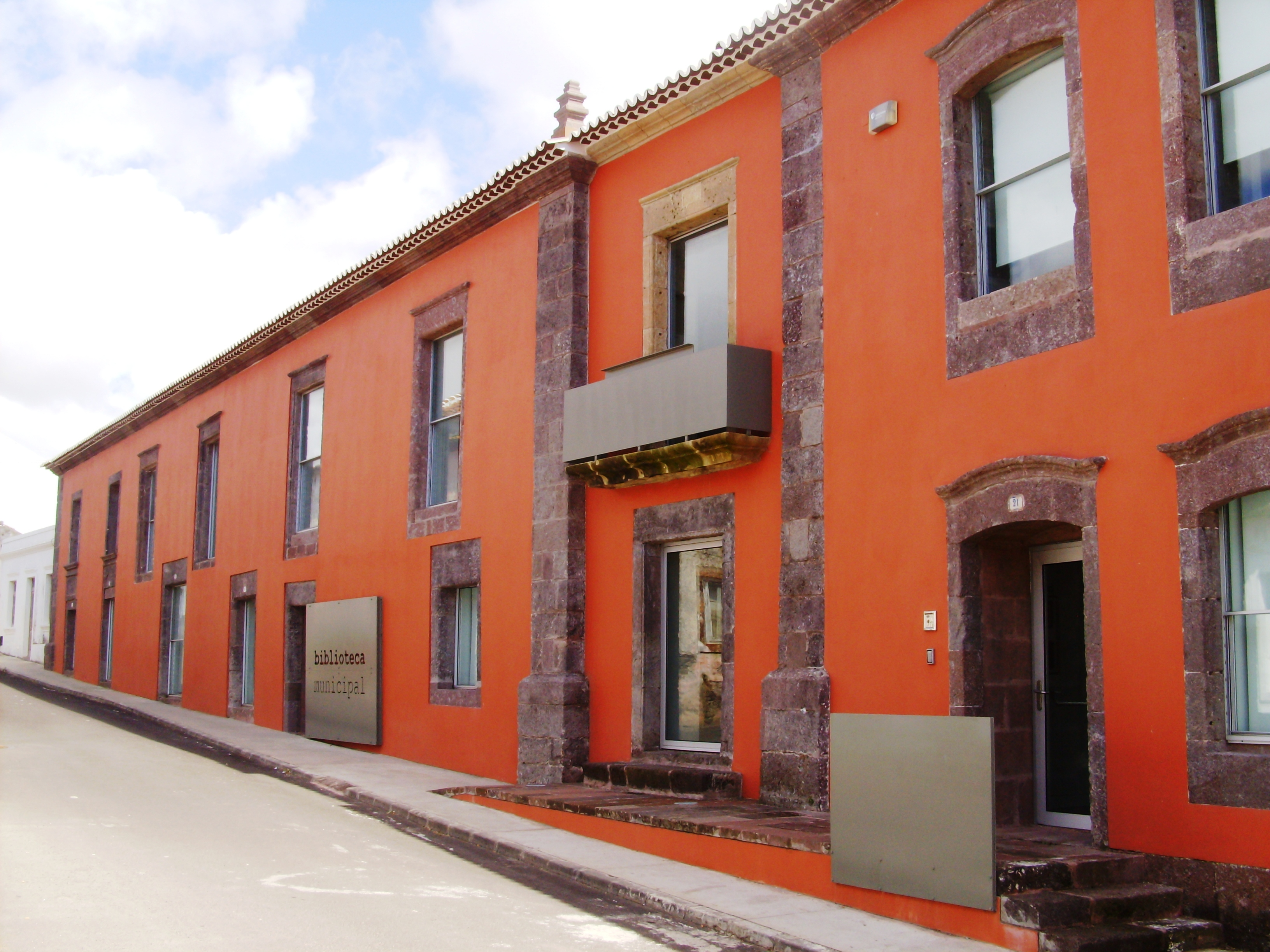
Antigo Solar de João Falcão de Sousa, atual Biblioteca Municipal, Vila do Porto.

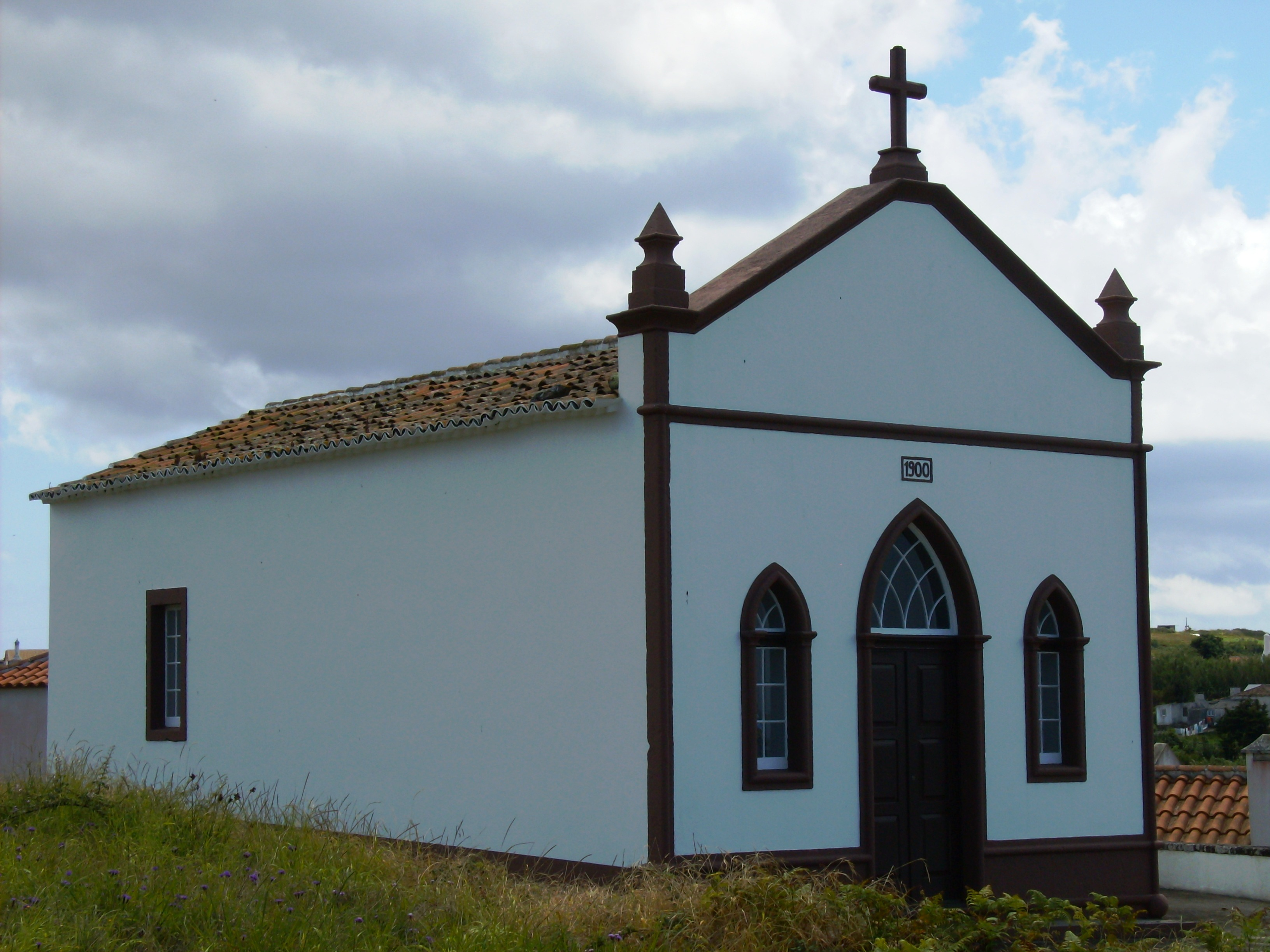
Ermida de N. Sra. da Graça: fachada e lateral esquerda.

João Falcão de Sousa (século XVII - Vila do Porto, 12 de dezembro de 1657) foi o 10º capitão do donatário na ilha de Santa Maria, nos Açores.

## Biografia
No contexto da Restauração da Independência, serviu como voluntário no cerco à Fortaleza de São João Baptista da Ilha Terceira (1641-1642), tendo sido louvado por seus feitos militares.[carece de fontes?]
Governou a ilha de Santa Maria na menoridade de Brás Soares de Sousa na qualidade de Capitão-mor conforme Alvará Real passado em 1654, até à sua morte, em 12 de dezembro de 1657.
Exerceu o cargo de Superintendente das Obras de Fortificação da ilha, no contexto da Primeira Guerra Anglo-Holandesa, ascendendo as armadas de cada um dos lados a mais de uma centena de navios de guerra e receando-se um possível ataque à ilha. Nessa função, diligenciou completar a defesa da ilha, não apenas em Vila do Porto, como em todos os pontos do litoral por onde havia facilidade em um inimigo entrar. Para concluir as obras empreendidas, chegou mesmo a empenhar os seus bens pessoais. À data de sua morte, Sua Majestade devia-lhe um conto e novecentos mil réis, montante que ele, e sua mãe, Dna. Margarida de Sousa, tinham adiantado para as obras de fortificação, e que mais tarde, com muita dificuldade, esta senhora cobrou.
Juntamente com a sua mãe, Margarida de Sousa, foi responsável pela edificação da Ermida de Nossa Senhora da Boa Nova em Vila do Porto. O seu nome também está ligado à edificação da primitiva Ermida de Nossa Senhora da Saúde.
Foi sepultado na capela-mor da Igreja de Nossa Senhora da Vitória, em Vila do Porto.
Acerca deste personagem, Gaspar Frutuoso registou:
"(...) João Falcão de Sousa, que foi sargento e capitão-mor da ilha de Santa Maria, por carta de D. João IV de Maio de 1654. João Falcão de Sousa governou a ilha na menoridade de Brás Soares de Sousa, 7.º capitão-donatário, desde a dita data de nomeação, acima mencionada, até a sua morte, que ocorreu a 12 de Dezembro de 1657. Foi superintendente das fortificações da ilha de Santa Maria, e, como tal, diligenciou completar a defesa da ilha, não só na Vila do Porto como em todos os pontos onde havia facilidade de um inimigo entrar. Chegou mesmo a empenhar os seus bens para concluir as obras empreendidas. À data da sua morte, devia-lhe Sua Majestade um conto e novecentos mil réis do dinheiro que ele e sua mãe, D. Margarida de Sousa, tinham abonado para as fortificações, o qual, com muita dificuldade, mais tarde esta senhora cobrou.
João Falcão de Sousa foi voluntariamente ao cerco do castelo da ilha Terceira [(1641-1642)] na época da Restauração e edificou, juntamente com sua mãe, a ermida de Nossa Senhora da Boa Nova, em Vila do Porto, junto das casas da sua residência, dando-lhe património por escritura pública de 6 de Abril de 1657. Já em 16 de Novembro de 1653 dera património para a ermida de Nossa Senhora da Graça, que erigira numa sua quinta. Morreu solteiro, deixando numerosa descendência ilegítima e havendo feito testamento a 25 de Abril de 1657, aprovado a 12 de Dezembro do mesmo ano. Foi sepultado na capela-mor da referida igreja do convento de São Francisco."